# キヤノン IXY 310

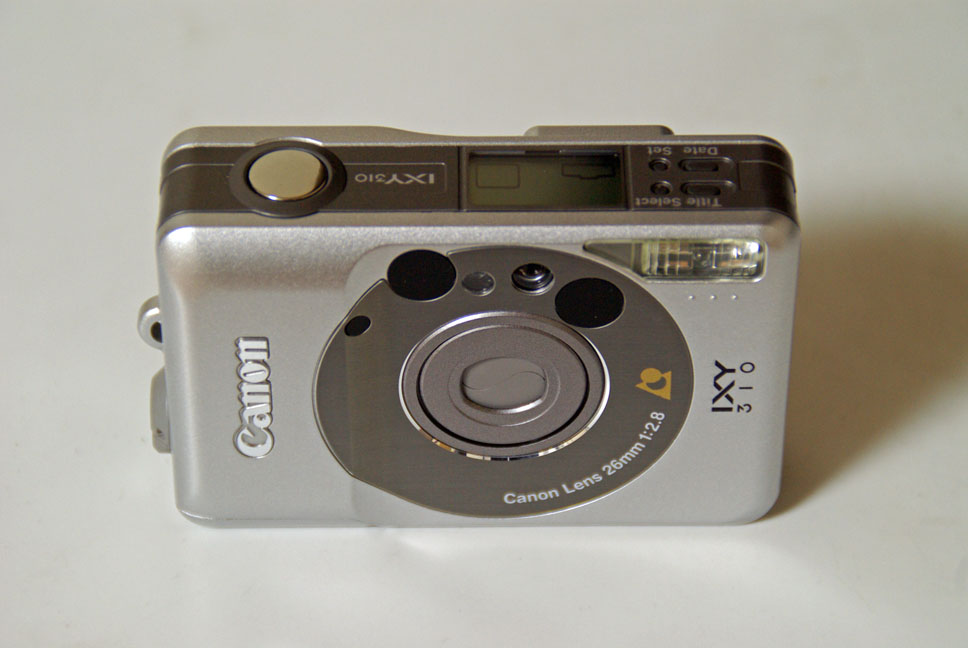
Canon IXY 310

Canon IXY 310はキヤノンが製造・販売したAPSカメラである。1997年9月発売。

## 概要
発売当時の価格は3万7,000円。APSのIXYシリーズの中では、中級機に位置づけられる。樹脂製の筐体で質感は必ずしも高くないが、単焦点でF2.8と明るいレンズを搭載しているため、同社製のAPSカメラの中では現在でも評価が高い。

## 主な仕様
- レンズ構成：26mm/F2.8。4群4枚構成。
- 撮影距離：0.45m〜∞
- シャッタースピード：2秒〜1/800秒
- 大きさ：89.5×59.8×23.5mm
- 重量（電池除く）：125g